# Actinostachys melanesica
Actinostachys melanesica är en ormbunkeart som först beskrevs av Selling, och fick sitt nu gällande namn av Reed. Actinostachys melanesica ingår i släktet Actinostachys och familjen Schizaeaceae. Inga underarter finns listade.